# Пландом (Њујорк)
Пландом (енгл. Plandome) град је у америчкој савезној држави Њујорк.

## Демографија
По попису из 2010. године број становника је 1.349, што је 77 (6,1%) становника више него 2000. године.
| Група             | 2000.         | 2010.         |
| Белци             | 1.193 (93,8%) | 1.252 (92,8%) |
| Афроамериканци    | 3 (0,2%)      | 11 (0,8%)     |
| Азијати           | 40 (3,1%)     | 49 (3,6%)     |
| Хиспаноамериканци | 27 (2,1%)     | 30 (2,2%)     |
| Укупно            | 1.272         | 1.349         |